# Wonsaponatime
Wonsaponatime ist der Titel eines Kompilationsalbums von John Lennon, das 21 Titel von der Vier-CD-Box John Lennon Anthology zusammenfasst und es ist das elfte postum erschienene Album nach Lennons Tod im Jahr 1980. Gleichzeitig ist es einschließlich der acht Solo-Studioalben, der drei Avantgarde-Alben mit seiner Frau Yoko Ono, der beiden Livealben, der beiden Interviewalben und der Kompilationsalben das insgesamt 23. Album John Lennons. Es wurde am 2. November 1998 in Großbritannien und am 3. November 1998 in den USA veröffentlicht.

## Entstehungsgeschichte
EMI veröffentlichte gleichzeitig zur John Lennon Anthology eine Einzel-CD, die unter anderem elf editierte (gekürzte) Versionen enthielt, die auf der Vier-CD-Box so nicht veröffentlicht worden sind. Die CD beinhaltet ein 15-seitiges eingeklebtes Begleitheft, das Liedtexte, Erläuterungen zu den einzelnen Titeln und eine Einleitung von Yoko Ono enthält.
Die Veröffentlichung im CD-Format erfolgte im November 1998; die Doppel-LP erschien am 18. Januar 1999.

## Covergestaltung
Die Covergestaltung erfolgte von Roger Gorman/Reiner Design NYC und Yoko Ono. Die kolorierte Coverzeichnung stammt von John Lennon.

## Titelliste
1. I’m Losing You – 3:56 (editierte Version)
2. Working Class Hero – 3:58 (editierte Version)
3. God – 3:16 (editierte Version)
4. How Do You Sleep? – 5:00 (editierte Version)
5. Imagine – 3:05 (editierte Version)
6. Baby Please Don’t Go (Walter Ward) – 4:04
7. Oh My Love (John Lennon/Yoko Ono) – 2:43 (editierte Version)
8. God Save Oz (John Lennon/Yoko Ono) – 3:20 (editierte Version)
9. I Found Out – 3:47
10. Woman Is the Nigger of the World (live) – 5:14
11. ‘A Kiss Is Just a Kiss’ (Herman Hupfield) – 0:11
12. Be-Bop-A-Lula (Gene Vincent/T. Davis) – 2:40 (editierte Version)
13. Rip It Up/Ready Teddy (Blackwell/Marascalo) – 2:26 (editierte Version)
14. What You Got – 1:14
15. Nobody Loves You When You’re Down and Out – 5:02 (editierte Version)
16. I Don’t Wanna Face It – 3:31
17. Real Love – 4:07 (editierte Version)
18. Only You (Buck Ram/Ande Rand) – 3:24
19. Grow Old with Me – 3:18
20. Sean’s “In the Sky” – 1:22
21. Serve Yourself – 3:47

## Wiederveröffentlichung
Die CD ist bisher nicht neu remastert veröffentlicht worden.

## Single-Auskopplungen
Es wurde keine Single aus dem Album ausgekoppelt. In den USA wurden zwei CD Promotionsingles Happy Xmas (Rough Mix ’71) / Be-Bop-A-Lula  und I’m Losing You / Only You  an Radiosender verteilt, die aber nicht als reguläre Kaufsingles erschienen sind.

## Chartplatzierungen
| ChartsChartplatzierungen     | Höchstplatzierung | Wochen |
| ---------------------------- | ----------------- | ------ |
| Vereinigtes Königreich (OCC) | 76 (1 Wo.)        | 1      |